# Diplopterys lucida
Diplopterys lucida är en tvåhjärtbladig växtart som först beskrevs av Louis Claude Marie Richard, och fick sitt nu gällande namn av W.R.Anderson och C.Davis. Diplopterys lucida ingår i släktet Diplopterys och familjen Malpighiaceae. Inga underarter finns listade i Catalogue of Life.